# Наср (емір Гранади)
Абу Джувайюш Наср I ібн Мухаммад (араб. أبو الجيوش نصر بن محمد‎; нар. 1 листопада 1287 — 16 листопада 1322) — 4-й емір Гранадського емірату в 1309—1314 роках.

## Життєпис

### Панування
Походив з династії Насрідів. Син Мухаммада II, еміра Гранади, та християнки-рабині Шамс аль-Дуа. Народився 1287 року в Гранаді. Про молоді роки нічого невідомо. 1302 року після смерті батька трон зайняв старший брат Мухаммад III. Згодом став доволі популярним серед населення Гранади.
У 1309 році внаслідок заколоту було повалено Мухаммада III, якого було відправлено до Альмуньєкару. Наср став еміром Гранади. Він негайно стикнувся з ворожою коаліцією Кастилії і Арагону, до яких долучився Абу аль-Рабі Сулейман, султан Марокко. 12 травня того ж року марокканські війська взяли в облогу Сеуту. 20 липня 1309 року мешканці Сеути повстали проти гранадської залоги, що дозволило султану захопити Сеуту. Після цього Наср I почав перемовини з Абу аль-Рабі Сулейманом, уклавши у вересні 1309 року Феську угоду, за якою емір Гранади поступився Марокко міста Сеуту, Альхесірас і Ронду.
Але ще в лині 1309 року спільне військо Кастилії, Арагону і Португалії взяли в облогу Альхесірас. Потім було обложено також Гібралтар. 12 вересня 1309 року Гібралтар було втрачено. Султан Марокко відправив війська на допомогу обложеному Альхесірасу. Але Насру I довелося також боротися проти арагонських військ, що в серпні взяли в облогу важливий порт Альмерію. У січні 1310 року арагонський король Хайме II відступив від Альмерії. Водночас зняв облогу Альхесірасу кастильський король Фернандо IV. Втім брат останнього — інфант Педро — захопив Темпул (поблизу Хаєна). 26 травня 1310 року було укладено мирний договір з Кастилією, за якою Наср I зобов'язався виплатити одноразово 150 тис. золотих дублонів та щорічно 110 тис. золотих дублонів та погодився з передачею Кастилії міст Кесада, Гібралтар і Бедмар. Невдовзі також було укладено угоду з Арагоном, за якою Наср I погодився сплатити Хайме II одноразову платню в 65 тис. золотих дублонів.
Такі угоду суттєво послабили Гранадських емірат, що викликало невдоволення військовиків. Також еміра та його візира Ібн аль-Хадж стали підозрювати у прохристиянських симпатіях. Крім того, Насра I звинувачували у захопленні астрономією. 1310 року Наср I тяжко захворів, чим вирішили скористатися його сановники, щоб відновити на троні його брата Мухаммада. Але поки той дістався до Гранади емір вилікувався та запроторив брата до Альгамбри.
1311 року новий марокканський султан Абу Саїд Усман II повернув Насру I міста Алькехірас і Ронду. Але того ж року проти еміра повстав представник молодшої гілки Насрідів — Абу Саїд Фарадж, валі (намісник) Малаги, який оголосив еміром свого сина Ісмаїла. На бік повсталих перейшла значна частина загонів газі. Повсталі взяли Антекеру, Марбелью та Велес-Малага, просунулися до Вега-де-Гранади і розгромили сили Насра в місці, яке арабські джерела називають Аль-Атша, можливо, сьогоднішній Лахар. Наср I опинився в облозі в Гранаді. На прохання еміра кастильські війська 28 травня 1312 року у битві біля Гранади завдали поразки Абу Саїд Фараджу. Втім останній зберіг владу в Малазі. Сам Наср I через смерть свого сюзерена Фернандо IV залишився без підтримки.
Протягом 1313 року в Малазі накопичувалися супротивники Насра I. Згодом Ісмаїл рушив до Гранади, де місцеві мешканці відкрили брами. Наср I зачинився у фортеці Альгамбри, але 8 лютого 1314 року вимушений був здатися. Насра було позбавлено трону і відправлено валі Гуадікса.

### Останні роки
Втім Наср мріяв повернути собі владу. Також прийняв титул еміра, чим підкреслив незалежність. Але у травні 1315 року його взяли в облогу війська гранадського еміра Ісмаїла I. Облога тривала 45 днів, в результаті війська Ісмаїла I відступили.
Наср розпочав перемовини з кастильськими регентами — інфантами Педро і Хуаном, а також Хайме II, королем Арагону, яким обіцяв в обмін на відновленні себе на троні поступитися частиною емірату. Втім кастильські регенти планували повністю підкорити Гранаду. Навесні 1316 року війська Насра і Кастилії завдали поразки гранадському війську в битві біля Алікуна. Боротьба тривала до 1319 року, коли у битві біля Вега-де-Гранада Ісмаїл I завдав рішучої поразки кастильцям. У 1320 року між Гранадою і Кастилією було укладено мир.
Втім Наср зберігав фактичну незалежність в Гуадіксі до самої смерті, що настала 1322 року через інсульт. Він став останнім представником прямої чоловічої лінії, що йшла від Мухаммада I.